# پارادایم

توماس کوهن ایده پرداز پارادایم شیفت یا گذار پارادایم در فلسفه علم

پارادایم (به انگلیسی: Paradigm) یا ابرانگاره (همچنین: برسازه، الگوواره، اندیشگان) به زبان ساده، مدل یا نمونه‌ایست که نشان می‌دهد چیزی چگونه کار می‌کند یا تولید می‌شود؛ به بیان دقیق‌تر، الگوواره مجموعه‌ایست متمایز از مفاهیم یا الگوهای فکری (شناسایی فرایند). یک الگوواره شامل عناصری از جمله نظریه‌ها، فرضیه‌ها، روش‌های تحقیق، و معیارهاست. الکساندر برد دو معنا از برسازه (یا پارادایم) را اینچنین از هم جدا کرده است: «چیزهای بسیاری را برسازه یا جنبه‌هایی از آن نامیده‌اند (که سبب شده کشمکش‌هایی دربارهٔ منظور توماس کوهن از «برسازه» درافتد). «برسازه» در بیرون از فلسفهٔ توماس کوهن به معنای سرنمونه و معیار و نمونهٔ کامل است… این معنای معمول از برسازه ریشهٔ معنای گسترده‌تری از برسازه است که توماس کوهن به دیده داشت. (توماس کوهن سپس‌تر واژهٔ «سرنمونه»[1] را برای نام بردن از معنای شناخته‌شدهٔ «برسازه» به کار برد و «رشته‌بستر»[2] را برای معنای گسترده‌تر آن) کارهای دانشمندان بزرگ را نیز برسازه می‌گیرند تا علم را در شاخه‌های گوناگونش بدان سان پیش ببرند. از دید توماس کوهن، این‌ها از سرنمونه‌هاست: اصول ریاضیات نیوتن، زمین‌شناسی لایل، شیمی لاوازیه، المجستیِ بطلمیوس.»

## توضیح
پارادایم، سرمشق و الگویی مسلط و چارچوبی فکری و فرهنگی است که مجموعه‌ای از الگوها و نظریه‌ها را برای یک گروه یا یک جامعه شکل داده‌اند. هر گروه یا جامعه‌ای «واقعیات» پیرامون خود را در چارچوب الگوواره‌ای که به آن عادت کرده است تحلیل و توصیف می‌کند. به عبارت دیگر، پارادایم، نوعی چارچوب مرجع (و مدوس اپراندی) و رویه‌ها و فنون و روش‌ها و سبک‌هایی برای علم‌ورزی یک جامعهٔ علمی به دست می‌دهد. البته در یک زمان، لزوماً یک پارادایم نیست بلکه معمولاً ما با انواع پارادایم‌ها یا ترکیبی از این سپهرهای معرفتی مواجهیم.
پارادایم از جدیدترین مفاهیمی است که وارد حوزه فلسفهٔ علم جامعه‌شناسی شده است.
الگوواره‌هایی که از زمان‌های قدیم موجود بوده‌اند از طریق آموزش محیط به افراد، برای فرد به صورت چارچوب‌هایی «بدیهی» در می‌آیند. در واقع پارادایم «... الگوی داوری شایع و موجه و مورد مراجعه برای رد یا قبول افکار هستند و شامل الگوهای منطقی، منطقی-احساسی و فقط احساسی، الگوهای فکری فردی، گروهی و عمومی می‌شوند. شرط لازم و کافی برای تشکیل یک پاردایم، این است که یک الگوی داوری، مقبول و مورد مراجعه باشد. به عبارت دیگر، هر آنچه رفتار پارادایمی داشته باشد، پارادایم است. رفتار پارادایمی عبارت است از: در چمبره (میان) گرفتن داوری‌های ادراکی، توسط یک الگو برای یک مدت طولانی. پس هر آنچه بتواند مجموعه‌ای از داوری‌های ادراکی یک فرد یا جامعه را در چمبرهٔ (آغوش) خود بگیرد و مدت‌ها پایدار بماند، پارادایم است. پارادایم‌های غیر ارتکازی، متکی به رفتار ادراکی و علمی فرد و جامعه هستند: این که ایشان چیزی را پارادایم قرار دهند یا نه.».

## واژه‌شناسی و تاریخچه
کلمه پارادایم ریشه یونانی دارد و به معنای «الگو» است و برای نشان دادن اتفاقات مشابه استفاده می‌شود.
اگرچه منشأ پارادایم در علوم انسانی است، اما اخیراً در دیگر حوزه‌ها به ویژه هوش مصنوعی بسیار استفاده می‌شود و بنابراین معادل الگوواره مناسب تر است.
الگوواره از واژه الگو و پسوند اسم‌ساز واره ساخته شده است. واژه اندیشگان نیز از پسوند گان به معنی مجموعه تشکیل شده و در کل به معنی مجموعه‌ای از اندیشه‌ها می‌باشد.
لغت‌نامه مریام وبستر این واژه را چنین تعریف می‌کند: چارچوبی فلسفی و نظری از رشته یا مکتبی علمی همراه با نظریه‌ها، قوانین، کلیات و تجربیات به دست آمده که قاعده‌مند شده‌اند. به‌طور کلی، چارچوبی نظری و فلسفی از هر نوع.
این مفهوم با نام فیلسوف و مورخ علم، توماس کوهن، مقارن است که نخستین بار در کتاب مشهورش، ساختار انقلاب‌های علمی (The structure of scientific Revolutions)، از آن استفاده کرده است.

## دیدگاه‌ها
بر اساس ایدهٔ توماس کوهن، پارادایم چیزی است که اعضای یک جامعه علمی با هم و هر کدام به تنهایی در آن سهیم هستند. مجموعه‌ای از مفروضات، مفاهیم، ارزش‌ها و تجربیات که روشی را برای مشاهدهٔ واقعیت جامعه‌ای که در آن سهیم هستند (به ویژه در رشته‌های روشنفکرانه) ارائه می‌کند. بر اساس ایدهٔ کوهن، پارادایم اصطلاح فراگیری است که همهٔ پذیرفته‌های کارگزاران یک رشته علمی را دربرمی‌گیرد و چارچوبی را فراهم می‌کند تا دانشمندان برای حل مسائل علمی در آن محدوده استدلال کنند. کوهن معتقد است پارادایم یک علم تا مدت‌های مدید تغییر نمی‌کند و دانشمندان در چارچوب مفهومی آن سرگرم کار خویش هستند. البته، دیر یا زود بحرانی پیش می‌آید که پارادایم را درهم می‌شکند و دگرگونی علمی به وجود می‌آید که پس از مدتی پارادایم جدیدی به وجود می‌آورد و دوره‌ای جدید از علم آغاز می‌شود و در جهان‌بینی علمی دگرگونی به وجود می‌آید. کوهن تئوری جاری را پارادایم نمی‌نامد، بلکه جهان‌بینی موجود را که آن نظریه در قالب آن شکل گرفته و همه کاربردهایی که از آن حاصل شده است را پارادایم می‌نامد. تغییر پارادایم را پارادیم شیفت (به انگلیسی: Paradigm shift) می‌گویند. پارادایم شیفت نگاه ما را به جهان و پدیده‌ها تغییر می‌دهد، طوری که آنچه پیش از آن غیرمنطقی یا حتی غیرممکن می‌نمود ممکن و عادی جلوه می‌کند. ((به انگلیسی: Marshal McLuhan))

## الگوواره علمی
کوهن در کتاب ساختار انقلاب‌های علمی (۱۹۶۲)، الگووارهٔ علمی را چنین تعریف می‌کند:
- آنچه که مشاهده شده و مورد موشکافی قرار می‌گیرد.
- نوع سوالاتی که مورد پرسش قرار گرفته و ارتباط جواب‌ها با موضوع بررسی می‌شود.
- چگونگی ساختارمند کردن این سوالات
- چگونگی تفسیر نتایج تحقیقات علمی
- چگونگی اجرا و هدایت مطالعه تجربی و تجهیزاتی که برای اجرای مطالعه تجربی موجود است.

کوهن در توضیح پارادایم علمی واژهٔ «علوم نرمال» را به کار می‌گیرد. بر این اساس، فعالیت‌های روزمره که چالش‌برانگیز نبوده و تلاشی در جهت آزمون مفروضات (انگاره‌های) علم ندارد و در چارچوب هر پارادایم به توسعه و تکمیل آن علم کمک می‌کند، علوم نرمال خوانده می‌شود.
کوهن این شکل از علم را به حل جورچین تشبیه کرده است. علمی که مفروضات را به چالش می‌کشد و در واقع از چارچوب قبلی خارج می‌شود، علم دگرشی (انقلابی) یا یک تغییر پارادایم (پارادایم شیفت) است.

## پارادایم شیفت (تغییر الگوواره)
نخستین بار این واژه در سال ۱۹۶۲ توسط توماس کوهن در کتاب ساختار انقلاب‌های علمی، برای توصیف تغییر در مفروضات اساسی در دوره حکمرانی یک نظریه از علم به کار گرفته شد و پس از آن در بسیاری از حوزه‌های تجربیات انسانی مورد استفاده قرار گرفت.
تغییر الگوواره، تغییری آرام در روش‌شناسی یا تجربه است و غالباً به تغییری اساسی در تفکر و برنامه گفته می‌شود که سرانجام روش اجرای پروژه‌ها را تغییر می‌دهد.
بر اساس ایده کوهن یک انقلاب علمی زمانی شکل می‌گیرد که دانشمندان با منتقدانی مواجه می‌شوند که نمی‌توان به سوالات آن‌ها در چارچوب پارادایم مورد پذیرش عموم پاسخ داد.
همیشه هر پارادایمی منتقدانی دارد که غالباً کنار زده شده یا نادیده گرفته شده‌اند. هنگامی که تعداد مخالفان به شکل معناداری افزایش یابد، رشته‌های علمی با نوعی بحران روبرو می‌شوند و در خلال دوره بحران، ایده‌های جدید (و بعضاً ایده‌هایی که قبلاً ندیده گرفته می‌شدند) مورد توجه قرار می‌گیرند و سرانجام پارادایم جدیدی شکل می‌گیرد که پیروان خود را خواهد داشت و آنگاه نبرد بزرگ بین پیروان ایده جدید و قدیم روی می‌دهد. در این مواجهه طولانی انبوهی از اطلاعات تجربی و استدلالات علمی مبادله می‌شود.
کوهن رویارویی ایده ماکسول با اینشتین (دربارهٔ حرکت نور) را گواه قرار می‌دهد. نهایتاً اینکه شواهد هر ایده توسط افراد غربال می‌شود، البته گاهی مواقع زمان منجر به پیروزی یکی از ایده‌ها می‌گردد. کوهن در این مورد جمله‌ای را از ماکس پلانک نقل می‌کند: «حقیقت جدید علمی با قانع شدن مخالفان و روشن کردن آنان غلبه نمی‌یابد، بلکه مخالفان سرانجام می‌میرند و نسل جدید نیز با ایده جدید پرورش می‌یابد». این اتفاق انقلاب علمی یا پارادایم شیفت است.
آنچه برای علم فیزیک در اواخر قرن نوزدهم اتفاق افتاد یک پارادایم شیفت بود.
لرد کلوین فیزیکدان مشهور آن زمان گفت: «چیز جدید دیگری برای کشف کردن وجود ندارد و آنچه باقی‌مانده است تنها اندازه‌گیری دقیق و دقیق‌تر است». تنها پنج سال پس از آن، آلبرت انشتین مقاله معروف خود در مورد نظریه نسبیت را ارائه کرد که قوانین مکانیک نیوتونی (که بیش از سیصد سال برای توضیح حرکت و نیرو به کار می‌رفتند) را به چالش کشید.
کوهن بر این باور بود که تکامل تدریجی علم به سمت حقیقت نیست، بلکه دستخوش انقلاب‌هایی دوره‌ای است که او آن را «پارادایم شیفت (تغییر الگوواره)» می‌نامد.
مهم‌ترین عامل فلج‌کننده تغییر پارادایم، ناتوانی ما در آگاهی از فراسوی الگوی تفکر جاری است.
یک وجه مهم پارادایم کوهن این است که پارادایم‌ها مقایسه‌ناپذیرند. الگوواره جدیدی که جایگزین الگوواره قبلی می‌شود، لزوماً بهتر از قبلی نیست، زیرا معیارهای مقایسه، به هر پارادایم بستگی دارد.
کوهن در مورد ساختار انقلاب‌های علمی می‌گوید: «گذار موفقیت‌آمیز از یک پارادایم به دیگری از رهگذر انقلاب الگوی معمول توسعه علوم در حال رشد است».

## نمونه‌هایی از الگوواره شیفت

### ویژگی علوم اجتماعی
کوهن معتقد بود به کار بردن واژه تغییر پارادایم در علوم اجتماعی صحیح نیست و اصولاً به وسیله این واژه می‌توان علوم اجتماعی را از علوم طبیعی تشخیص داد. با توجه به کثرت آرا در مورد یک موضوع در علوم اجتماعی واحد و همچنین چند مفهومی بودن واژه‌ها، پارادایمی وجود ندارد.
متی دوگان جامعه‌شناس فرانسوی، در مقاله‌ای این موضوع را دنبال کرده و نمونه‌های زیادی از عدم وجود پارادایم در علوم اجتماعی، به ویژه جامعه‌شناسی و علوم سیاسی ارائه داده است.
حال آن که دیگران ایده جابه‌جایی پارادیم را به علوم اجتماعی تعمیم داده‌اند. مانند انقلاب شناختی در روان‌شناسی و جابه‌جایی از رفتارگرایی به روان‌شناسی شناختی، انقلاب کینزی در علم اقتصاد و جابه‌جایی به سمت اقتصاد کینزی، بعدتر جابه‌جایی از اقتصاد کینزی به پول‌گرایی، و جابه‌جایی پارادایم در زبان‌شناسی مثلاً در حوزه زبان‌های هندواروپایی.

### شکل‌گیری شخصیتی
شکل‌گیری شخصیت انسان‌ها از بدو تولد تا حدود ۷ سالگی ادامه می‌یابد، بنابراین والدین ۷ سال فرصت دارند تا ویژگی‌های شخصیتی را در کودک خود شکل دهند، در جوامع بشری مدرن این الگوواره‌ها برای ترویج روحیهٔ کارآفرینی شکل گرفته و پایه و اساس شخصیت افراد بر این اساس رشد می‌یابد، از این رو شکل‌گیری پارادایم‌ها نه‌تنها وابسته به علوم شناختی هستند بلکه نیازمند ارائهٔ آموزش‌های مورد نیاز در این زمینه به افراد فعال در جامعه نیز می‌باشند.